# Scripte
Ne doit pas être confondu avec Script ou Scripte (typographie).
Le métier de scripte (historiquement « secrétaire de plateau ») est un des nombreux métiers de l'audiovisuel. Le ou la scripte est « responsable de la tenue des documents et de la continuité de la réalisation ».
Sarah Y. Mason est considérée comme la première scripte de l'histoire du cinéma, métier qu'elle inventa pour le tournage du film Arizona de Douglas Fairbanks en 1918.

## Définition
Définition du métier (selon l'association professionnelle Les Scriptes associés, et la convention collective  du cinéma) : collaborateur direct technique et artistique du réalisateur, responsable de la continuité, il ou elle veille à sa bonne mise en œuvre auprès des différents départements pendant la préparation et le tournage du film. Il ou elle suit le minutage et fait le lien avec le montage et la direction de production.
Assistant scripte : collaborateur direct de la scripte, il la seconde et exécute sous sa responsabilité les tâches que celle-ci lui confie.
Le métier de scripte (en anglais : « script supervisor ») est largement féminin, notamment en France.
La scripte fait partie de l'équipe de tournage.
C'est un métier d'observation minutieuse et d'organisation détaillée : la scripte assure la continuité des scènes et leur conformité au scénario. Elle note tous les détails du tournage. Elle doit assurer un parfait raccord entre les plans, les scènes et les séquences. Elle travaille aux côtés du réalisateur, avec une pensée constante.

## Fonction

### En phase de préproduction
Vers la fin de la préproduction, son travail est d'établir des rapports basés sur la lecture du scénario, du synopsis et la collecte de toutes les informations rassemblées pendant cette phase préparatoire.
Elle doit fournir des informations sur la durée prévisible du film, le découpage de chaque scène : sa place dans l'histoire, l'heure de la journée (dans le scénario), etc. Ces rapports seront utilisés par les différents départements afin de déterminer l'ordre des prises le plus avantageux et assurer que chaque département est synchronisé au niveau de la progression interne du film.

### En phase de production
La scripte est considérée comme le bras droit du réalisateur et du directeur de la photographie. Elle est la garante de la cohérence des raccords de plans tant pour les décors que pour les costumes et le maquillage (la prise de photos instantanées lui apporte une aide précieuse) ainsi que la coiffure, les accessoires, la lumière et surtout les regards entre les personnages.
Elle peut aussi apporter un autre regard sur la direction d'acteur, sur le découpage, suggérer, conseiller, et seconder la réalisation sur le plan du sens.
Elle doit aussi rédiger quatre rapports :
- un rapport pour le montage (choix des bonnes prises et informations utiles et nécessaires au montage) ;
- un rapport image (ou de tirage) destiné traditionnellement au laboratoire (qui ne se fait plus sous la même forme avec le tournage sur support HD) ;
- un rapport destiné à la production sur l'avancement du plan de tournage ;
- généralement un rapport journalier ou « mouchard »[5], qui indique de manière chronologique tout ce qui s’est passé dans la journée.

## Formation
Les débouchés professionnels sont extrêmement limités. Outre la formation sur le tas (en débutant comme stagiaire puis assistante), la Fémis propose une filière de formation scripte. Le concours d'entrée a lieu une année sur deux. L'INSAS (école de cinéma située à Bruxelles), la HELB (Haute École libre de Bruxelles - Ilya Prigogine) ainsi que l'IAD (Institut des arts de diffusion, situé à Louvain-La-Neuve)  proposent également une filière montage-scripte. Le  CLCF (Conservatoire libre du cinéma français) et Travelling, deux écoles privées françaises, proposent aussi une formation spécifique au métier.
Étant donné le peu de places, les examens d'entrée sont très sélectifs.[réf. nécessaire]